# Phellodermidae
Phellodermidae är en familj av svampdjur. Phellodermidae ingår i ordningen Poecilosclerida, klassen horn- och kiselsvampar, fylumet svampdjur och riket djur. Enligt Catalogue of Life omfattar familjen Phellodermidae 11 arter. 
Kladogram enligt Catalogue of Life:
| Phellodermidae | \| \| Echinostylinos \| \| \| \| \| \| Phelloderma \| \| \| \| |
|                | \| \| Echinostylinos \| \| \| \| \| \| Phelloderma \| \| \| \| |
|                | Acarnidae                                                      |
|                |                                                                |
|                | Anchinoidae                                                    |
|                |                                                                |
|                | Chondropsidae                                                  |
|                |                                                                |
|                | Cladorhizidae                                                  |
|                |                                                                |
|                | Coelosphaeridae                                                |
|                |                                                                |
|                | Crambeidae                                                     |
|                |                                                                |
|                | Crellidae                                                      |
|                |                                                                |
|                | Dendoricellidae                                                |
|                |                                                                |
|                | Desmacellidae                                                  |
|                |                                                                |
|                | Desmacididae                                                   |
|                |                                                                |
|                | Esperiopsidae                                                  |
|                |                                                                |
|                | Guitarridae                                                    |
|                |                                                                |
|                | Hamacanthidae                                                  |
|                |                                                                |
|                | Hymedesmidae                                                   |
|                |                                                                |
|                | Hymedesmiidae                                                  |
|                |                                                                |
|                | Iophonidae                                                     |
|                |                                                                |
|                | Iotrochotidae                                                  |
|                |                                                                |
|                | Isodictyidae                                                   |
|                |                                                                |
|                | Latrunculiidae                                                 |
|                |                                                                |
|                | Merliidae                                                      |
|                |                                                                |
|                | Microcionidae                                                  |
|                |                                                                |
|                | Mycalidae                                                      |
|                |                                                                |
|                | Myxillidae                                                     |
|                |                                                                |
|                | Phoriospongidae                                                |
|                |                                                                |
|                | Podospongiidae                                                 |
|                |                                                                |
|                | Raspailiidae                                                   |
|                |                                                                |
|                | Rhabderemiidae                                                 |
|                |                                                                |
|                | Sollasellidae                                                  |
|                |                                                                |
|                | Tedaniidae                                                     |
|                |                                                                |
|                | Echinostylinos                                                 |
|                |                                                                |
|                | Phelloderma                                                    |
|                |                                                                |

|  | Echinostylinos |
|  |                |
|  | Phelloderma    |
|  |                |